# Kapernaum
Kapernaum, Kafarnaum (nuv. Kefar Nahum) er en landsby på nordbredden af Genesaret sø i Galilæa, Israel.
Ifølge Det Nye Testamente var Kapernaum et centralt sted for Jesus og hans disciple, og de holdt meget til på dette sted. I Matthæusevangeliet fortælles således at han bosatte sig her. Markusevangeliet kan tolkes som han havde et hus i Kapernaum. Tekststedet er dog ikke helt klart, og nogen foretrækker at oversætte passagen med at huset tilhørte disciplen Matthæus.